# Anastasija Kirpičnikova
Anastasija Dmitrievna Kirpičnikova (in russo Анастасия Дмитриевна Кирпичникова?; Asbest, 24 giugno 2000) è una nuotatrice russa naturalizzata francese, specializzata nello stile libero.

## Biografia
È nata ad Asbest, vicino ad Ekaterinburg, il 24 giugno 2000, e ha iniziato a nuotare all'età di 7 anni. Nel 2015 ha partecipato a Baku ai I Giochi europei, conquistando la medaglia d'oro nella staffetta 4x200 metri stile libero femminile, l'argento negli 800 metri stile libero e il bronzo nei 400 metri stile libero.
Nel 2019 ha partecipato ai campionati mondiali alle gare degli 800 e 1500 metri stile libero, senza però arrivare in finale.
Ai campionati europei tenutisi a Budapest, in Ungheria, dal 10 al 23 maggio 2021, ha conquistato la medaglia d'argento degli 800 e nei 1500 metri stile libero, in entrambi i casi alle spalle dell'italiana Simona Quadarella, e ha fatto parte della squadra russa che si è classificata terza nella staffetta 4x200 mista.
A luglio 2021 ha partecipato con la squadra del Comitato olimpico russo ai Giochi della XXXII Olimpiade di Tokyo, prendendo parte alle gare degli 800 e dei 1500 metri stile libero. Ha terminato le gare rispettivamente in ottava e in settima, segnando in entrambi i casi il nuovo record nazionale durante le batterie, con i tempi di 8'18"77 e 15'50"22.

Ha partecipato inoltre ai 400 metri stile libero, senza raggiungere la finale, e alla 10 km di nuoto in acque libere, concludendo la gara in quindicesima posizione.
Ai campionati europei di nuoto in vasca corta 2021 svoltisi a Kazan' dal 2 al 7 novembre 2021, ha vinto l'oro negli 800 e nei 1500 metri stile libero, migliorando in entrambi i casi il proprio primato nazionale, con i tempi rispettivamente di 8'08"44 e 15'18"30 e chiundendo in quest'ultimo caso a soli 29 centesimi dal record del mondo. Ha inoltre concluso al primo posto anche la gara dei 400 metri stile libero.
Ad aprile 2023 ha ottenuto la cittadinanza francese, e il 6 giugno 2023 la World Aquatics ha approvato il suo cambio di nazionalità sportiva. A partire dai mondiali di Fukuoka svoltisi nel mese successivo gareggia come rappresentante della Francia. Ottiene le sue prime medaglie a livello internazionale come atleta francese agli europei in vasca corta di Otopeni, nel dicembre 2023, da cui torna con due ori (800 e 1500 metri stile libero) e un argento nei 400 metri stile libero.
Ha fatto la sua seconda apparizione olimpica a Parigi 2024, dove ha ottenuto l'argento nei 1500 m stile libero con il crono di 15'40"35 (nuovo record nazionale francese), preceduta sul podio dalla statunitense Katie Ledecky.

## Palmarès

### Per la Francia
- Giochi olimpici

Parigi 2024: argento nei 1500 m sl.
- Europei in vasca corta

Otopeni 2023: oro negli 800m sl e nei 1500m sl, argento nei 400m sl.

### Per la Russia
- Mondiali in vasca corta

Abu Dhabi 2021: argento negli 800m sl.
- Europei

Budapest 2020: argento negli 800m sl e nei 1500m sl, bronzo nella 4x200m sl mista.
- Europei in vasca corta

Kazan' 2021: oro nei 400m sl, negli 800m sl e nei 1500m sl.
- Giochi europei

Baku 2015: oro nella 4x200m sl, argento negli 800m sl, bronzo nei 400m sl.